# Zdeněk Blažek (malíř, architekt)
Zdeněk Blažek, křtěný Zdeněk František Marie (10. července 1904, Hořice – 14. ledna 2000, Jičín) byl český malíř a významný funkcionalistický architekt.

## Životopis
Zdeněk Blažek se narodil v Hořicích v rodině architekta a profesora na hořické odborné škole Františka Blažka a jeho ženy Olgy rodem Parketové dcery továrníka ze Skuhrova. Později studoval architekturu a pozemní stavitelství na ČVUT v Praze, současně kreslení a malbu u prof. Oldřicha Blažíčka a plastiku u prof. Hanuše Folkmanna. Dále Akademii výtvarných umění v Praze u prof. Josefa Gočára. Navštěvoval také soukromou školu kreslení a malování Vladimíra Sychry v Mánesu, estetiku u PhDr. Václava Nebeského a anatomii u MUDr. J. Zrzavého.
Samostatně projektoval v oblasti architektury a urbanismu. Zařadil se mezi přední autory českého funkcionalismu např. stavbou a interiéry rodinné vily v Praze 6 Na Babě. S postupem času se zúčastnil mnoha veřejných soutěží, mj. projekty na Parlament a Staroměstskou radnici v Praze nebo Památník Lidice. V této oblasti získal mnohá ocenění. V roce 1945 např. společně se sochařem A. Kalvodou první cenu v soutěži na architektonické řešení památníku Pražského povstání. Navrhoval realizované úpravy objektů lázeňského komplexu v Lázních Bělohradě, řadu staveb v dalších městech, jako například činžovní domy v Praze na Vinohradech, vily v Českém Brodě, budovu školy v Nové Pace a oceněné urbanistické řešení náměstí v Hořicích.
V pozdějším období nabyla převahy malba. Jeho výtvarné dílo je až v posledních desetiletích oficiálně příznivě přijímáno a odbornými kruhy i oceňováno udělením prestižní ceny Rudolfa II. a členstvím v Masarykově akademii umění. Nebyl příznivcem komunistického režimu a proto, až na jedinou příležitost mimo Prahu, nebylo mu před rokem 1989 umožněno samostatně vystavovat. Obrazy Zdeňka Blažka jsou tematicky zaměřeny na tři hlavní oblasti – na malbu portrétní, figurální a krajiny. K nim se druží i některé další obory. Jeho podobizny vynikají v realistickém pojetí dokonalým vystižením podoby i duševní charakteristiky osobnosti. Portrétoval mimo jiné celou řadu významných umělců Národního divadla, jako byl například R. Deyl starší. V oblasti figurální malby zvládá um kompoziční skladby a estetického ztvárnění, od jednoduchých námětů až po složité scenerie bitevních výjevů, kde došel i oficiálního uznání. Reálně vnímá a zobrazuje náměty české i jiné krajiny ze svých cest a krásy přírody, přičemž tu precizněji, jinde volnějším rukopisem nebo sumárnějším pohledem dovede čistě malířskými prostředky vystihnout hloubku prostoru a světlenou i vzdušnou atmosféru plenéru. Umělcovy obrazy všech žánrů se i v případech podrobnějšího provedení bděle vyhýbají bezduché popisnosti a v mnoha pracích je jim vdechováno básnivé ladění. Dokonale ovládá kresbu, která tvoří neviděnou, ale pevně vycítěnou kompoziční osnovu jeho obrazů, právě tak jako malířskou techniku, v níž převládá olejomalba.
Dílo Zdeňka Blažka je zastoupeno ve sbírkách v České republice, Holandsku, Švédsku, Švýcarsku, Německu a jinde. Zdárně vystavoval i na sklonku svého života. V roce 1998 měl velmi úspěšnou výstavu v Německu (Saerbeck – Vestfálsko). V roce 1999 mu byla uspořádána v Praze Dejvicích pod záštitou ministerstva kultury k jeho 95. narozeninám výstava a k této příležitosti byl vydán autorský katalog Výběr z umělcova celoživotního díla.

## Výstavy

### Autorské
- 1967 – Nové Město nad Metují, KD, obrazy
- 1998 – Saerbeck – Vestfálsko
- 1999 – Zdeněk Blažek: Výběr z díla, Dejvická galerie Vincence Kramáře, Praha
- 1999 – Akademický architekt a malíř Zdeněk Blažek, Městské muzeum, Hořice (Jičín)

### Kolektivní
- 1928 – Brno, výstava československé kultury
- 1929 – Milán, mezinárodní výstava architektury
- 1932 – Praha, výstava Svazu českého díla
- 1952 – Praha, Členská výstava 1952, Obecní dům - výstavní sály
- 1962 – Praha, Pražský salon
- 1967 – Praha, galerie U Řečických, výstava SČVU
- 1967 – Praha, 1. pražský salon, Bruselský pavilon
- 1969 – Praha, 2. pražský salón obrazů, soch a grafik, Dům U Hybernů
- 1988 – Praha, Salón pražských výtvarných umělců '88, Park kultury a oddechu Julia Fučíka
- 1993 – Kladno
- 1994 – Staré Hrady, Jičín
- 1995 – Vlašim
- 1996 – Bechyně
- 2004 – Praha, JUV po 100 letech, Galerie Nová síň
- 2007 – 2008 - Vídeň, Grund, Mucha, Čapek... Tschechische Malerei aus der Sammlung Kooperativa, Leopold Museum
- 2015 – Praha, Česká krajinomalba ze sbírky Kooperativy, Galerie Kooperativy
- 2015 – Praha 1, Klasická malba a krajina: Předaukční výstava, European Arts Investments
- 2017 – Praha, Zátiší ze sbírky Kooperativy, Galerie Kooperativy